# Ademuz
Ademuz là một đô thị ở comarca Rincón de Ademuz cộng đồng Valencia, Tây Ban Nha. Đô thị này có diện tích 100,42 km², dân số thời điểm năm 2006 là 1242 người.

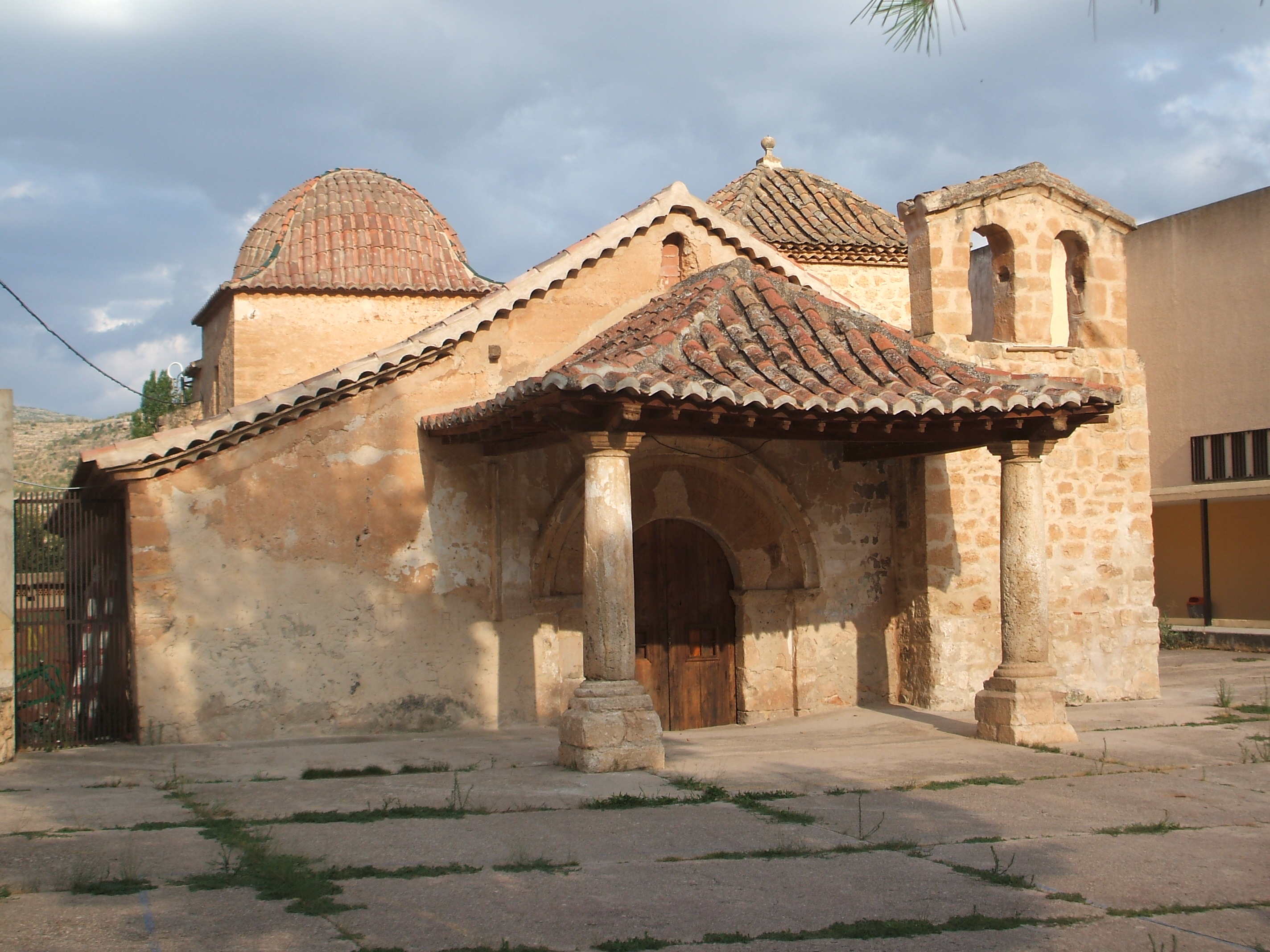
Nhà thờ Nuestra Señora de la Huerta. Ademuz. thế kỷ XIV

## History
Thành Hồi giáo Al-Dāmūs bị chinh phục bởi quân của Pedro II của Aragon năm 1210, với sự giúp đỡ của Dòng Chiến sĩ Toàn quyền Malta và Hiệp sĩ dòng Đền.

## Phân bố dân số
Theo khảo sát năm 2008 của Instituto Nacional de Estadística (Spain), dân số của Ademuz là 1,269 người.

## Hình ảnh

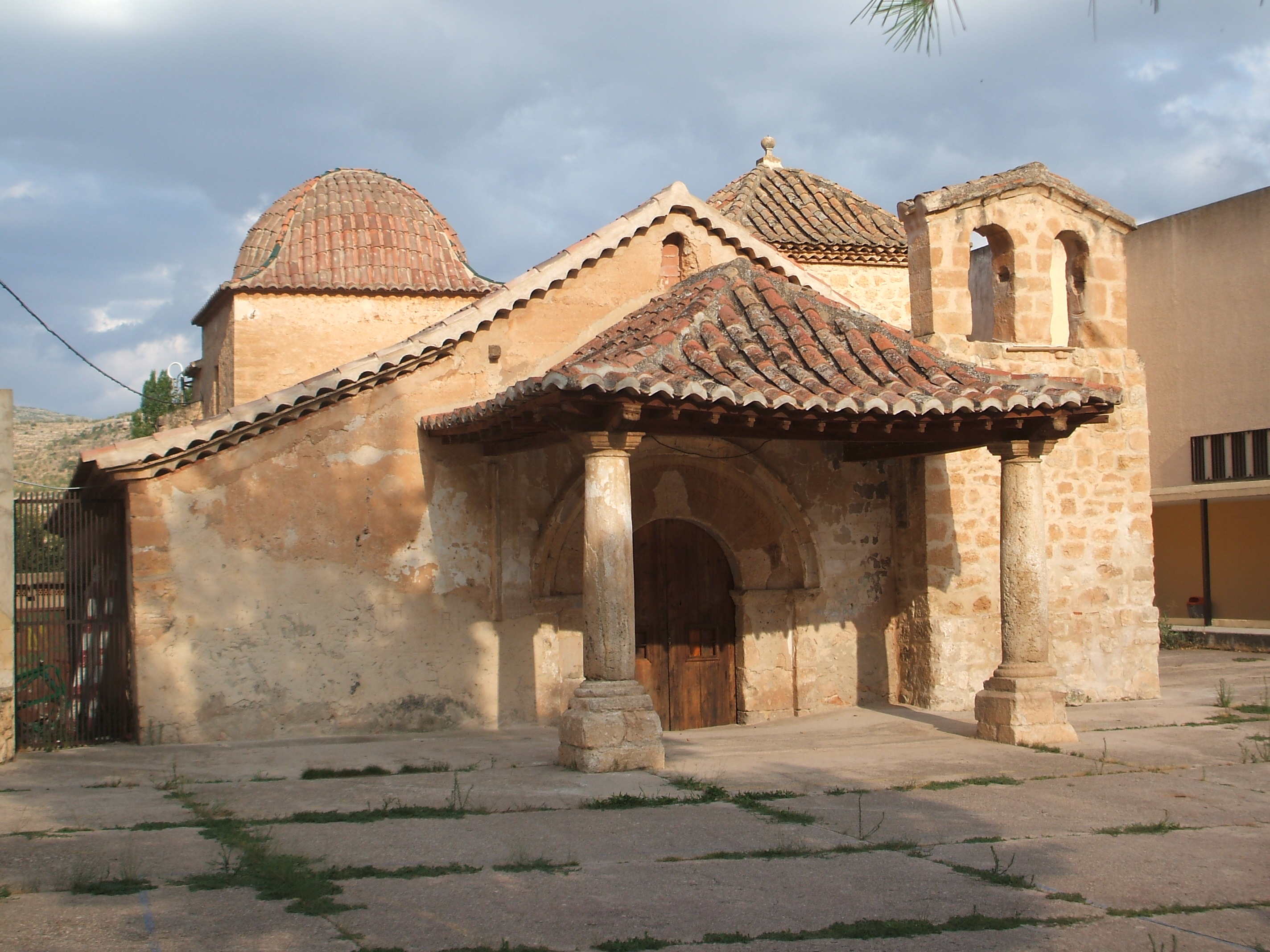
Nhà thờ Nuestra Señora de la Huerta, thế kỷ 14
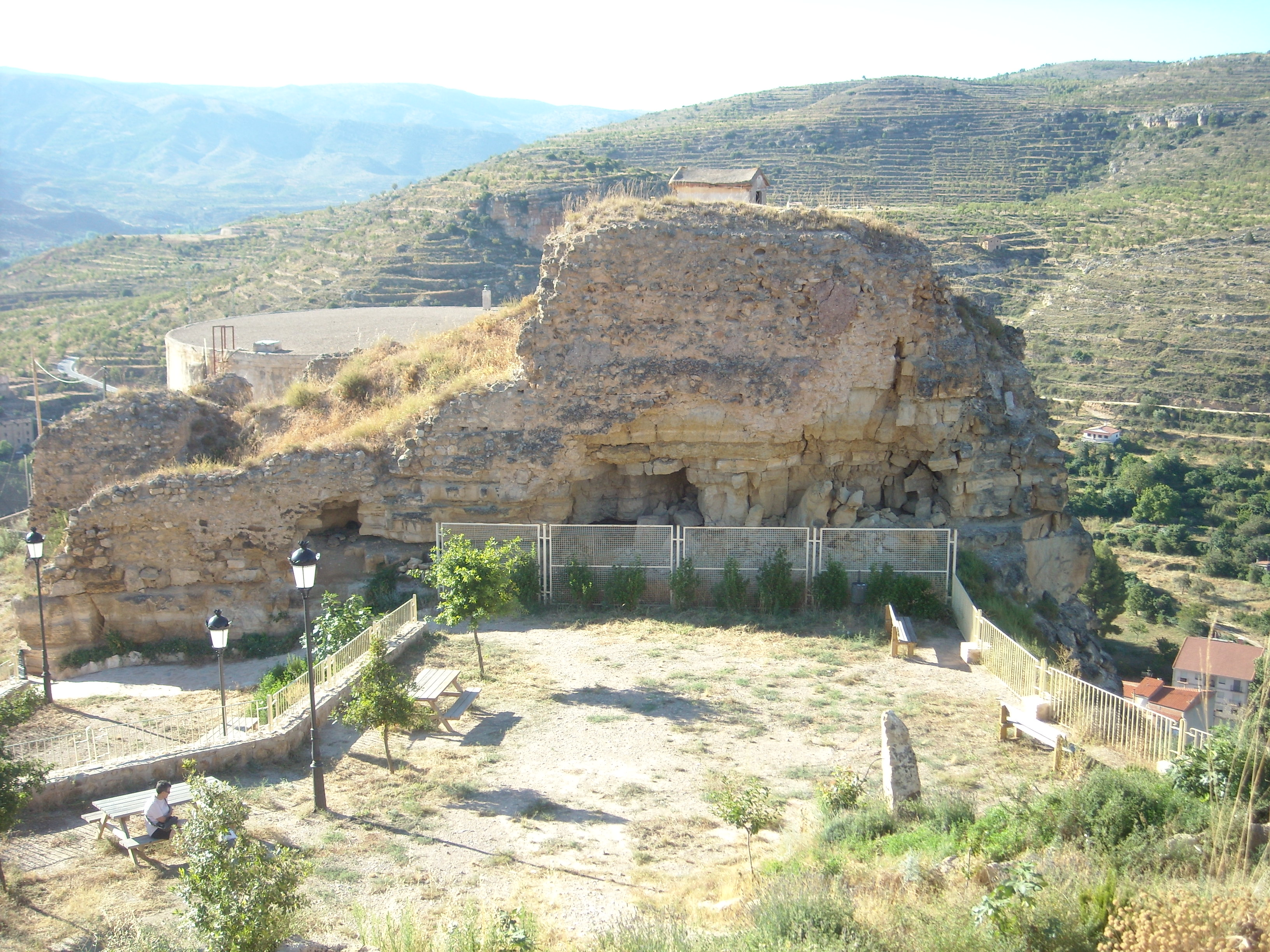
Lâu đài Ademuz
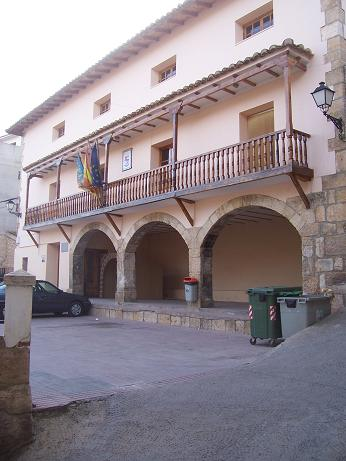
Tòa thị chính